# Brüno
Pour les articles homonymes, voir Bruno.
Pour plus de détails, voir Fiche technique et Distribution.
Brüno est un film comique britannique-américain sous forme de faux documentaire réalisé par Larry Charles, avec Sacha Baron Cohen, sorti en 2009. Le personnage de Brüno Gehard, qui cumule les stéréotypes négatifs attribués aux homosexuels, est confronté à des personnes piégées par la technique de la caméra visible.

## Synopsis
Brüno est un journaliste de mode autrichien homosexuel admirateur d'Hitler. Il est très célèbre dans son pays d'origine, mais à la suite d'un incident à la Fashion Week de Milan, le monde de la mode lui ferme ses portes. Accompagné par son assistant Lutz, il décide de se rendre en Amérique pour devenir une star.
Il est alors confronté à diverses situations plus loufoques les unes que les autres,.

## Fiche technique
- Réalisation : Larry Charles
- Scénario : Anthony Hines, Dan Mazer, Jeff Landrin, Matthias Baynham, Sacha Baron Cohen
- Producteurs : Dan Mazer, Jay Roach, Monica Levinson, Sacha Baron Cohen
- Producteur exécutif : Anthony Hines
- Producteurs associés : Dale Stern, Todd Boulainghien, Jeff Schaffer, Jonah Hill, Todd Schulman
- Pays de production :  États-Unis  Royaume-Uni
- Genre : Comédie
- Format : Couleur, 35 mm, SDDS Dolby, Digital DTS, rapport de forme : 1.85 : 1
- Durée : 81 minutes
- Dates de sortie :
  - États-Unis : 25 juin 2009 (Hollywood, Californie, en avant-première)
  - France : 6 juillet 2009 (Paris)
  - Belgique : 8 juillet 2009
- Film interdit aux moins de 12 ans lors de sa sortie en salle.

## Distribution

### Acteurs et «piégeurs»
- Sacha Baron Cohen (VF : Emmanuel Curtil et VQ : Martin Watier) : Brüno Gehard, présentateur de « Funkyzeit mit Brüno ».
- Gustaf Hammarsten : Lutz, le « truc » qui travaille pour Brüno en tant que deuxième assistant.
- Clifford Bañagale : Diesel, le très jeune « steward pygmée », en couple avec Brüno depuis 9 ans.
- Chibundu Orukwowu et Chigozie Orukwowu : O.J. , le fils adoptif de Brüno, qu'il a acheté à sa mère en Afrique, en échange d'un iPod.
- Josh Meyers : Kookus, assistant, styliste et nutritionniste de Brüno.
- Toby Holguin, Robert Huerta, Gilbert Rosales, Thomas Rosales Jr. et Marco Xavier : Les jardiniers mexicains.
- Richard Bey (en), animateur de talk show. (VQ : Daniel Picard) : Lui-même, présente « Today with Richard Bey », le faux talk show
- Michelle McLaren : la dominatrice, elle accompagne Brüno à la soirée échangiste et tente de le violer
- Gabby West : German
- Lainie Kazan : Actrice

Sources et légendes : version française (VF) sur Allodoublage, version québécoise (VQ) sur Doublage Québec.

### Caméos
On peut aussi remarquer de nombreuses stars dans le film, dont James McCartney et Paul McCartney, ainsi que les popstars qui participent à la fausse chanson caritative Dove of Peace du générique de fin : Elton John, Bono, Chris Martin, Snoop Dogg, Sting et Slash.

## Personnes piégées et description des canulars

### Fashion Week de Milan
- Kunal Nayyer, fashion victim crédité en tant que designer. Sous l'insistance de Brüno, il accepte de montrer à la caméra sa pilosité pubienne.
- Heather Hahn, mannequin créditée en tant que « supermodel ». Interviewée par Brüno sur le dur métier de mannequin.
- Filipa Bleck, agent artistique pour Elite Model Management. Elle complimente Brüno pour sa combinaison en velcro. Son interview permet à Sacha Baron Cohen de saboter le défilé de mode de Ágatha Ruiz de la Prada.

### Los Angeles
- Lloyd Robinson, agent artistique. Brüno l'engage pour qu'il fasse de lui une star
- Miguel Sandoval et l'équipe de tournage de la série télévisée Médium. Brüno est engagé comme figurant sur l'épisode La femme aux deux visages. Il surjoue et oblige la réalisation à répéter les prises de vues.
- Une esthéticienne du salon « Pink cheeks ». Brüno se fait éclaircir l'anus. Durant l'épilation préalable aux soins, il informe l'esthéticienne que Salma Hayek souffre d'hirsutisme, puis téléphone à Lloyd Robinson.
- Paula Abdul. Interview avec les jardiniers mexicains qui servent de meubles. Scènes alternatives (bonus DVD) tournées avec : La Toya Jackson et Pete Rose
- Denny Bond,producteur pour CBS Corporation, et les participants à une réunion de consommateurs. Lloyd Robinson a convaincu le producteur Denny Bond d'organiser un focus group afin de visionner le pilote de Liste A stars maxi défoncées, le projet d’émission de Brüno
- Brittny Gastineau vedette de télé-réalité. Elle est interviewée par Brüno qui lui montre une photo du fœtus de Jamie Lynn Spears issue d'une échographie. À la question de Brüno qui lui demande si elle pense que l'actrice devrait avorter, elle répond par l'affirmative. (séquence du pilote de Liste A stars maxi défoncées)
- Harrison Ford est importuné par Brüno dans la rue. Cette « interview » est annoncée comme le temps fort du pilote de Liste A stars maxi défoncées
- Ron Paul. Brüno le confond avec RuPaul et tente de transformer l’interview politique en sextape pour relancer sa carrière. Scènes alternatives (bonus DVD) tournées avec d'autres politiciens : John R. Bolton, Gary Bauer et Tom Ridge
- Gary Williams, médium et écrivain. Brüno lui demande de rentrer en contact avec son amant d'une nuit, Milli de Milli und Vanilli (référence à Rob Pilatus). Par l'intermédiaire de Gary Williams, Milli conseille à Brüno de s'engager dans le domaine caritatif. Au cours de la séance de spiritisme, Brüno demande à Garry Williams où se trouve l'esprit de Milli pour pouvoir l'embrasser. Sacha Baron Cohen s'agenouille à l'endroit indiqué et se met à mimer une fellation, avec léchage des testicules, introduction de doigts dans l'anus et éjaculation faciale.
- Nicole DeFosset et Suzanne DeFosset, consultantes en relations publiques caritatives : elles conseillent à Brüno de s'impliquer dans le réchauffement planétaire. Lorsqu'il leur parle de son intérêt pour l'Afrique, elles lui proposent de « sauver quelque chose de l'[extinction ». Quand Brüno leur demande ce qui est dans le coup actuellement, elle lui répondent que c'est de sauver le « Darfar ».

### La paix au «Moyen-Aryen»
- Premier débat entre Yossi Alpher, journaliste crédité en tant qu'ex-chef du Mossad, et Ghassan Khatib, universitaire crédité comme ancien ministre palestinien : Brüno arrive à les mettre d'accord sur le fait que le « hummus » n'est pas terroriste mais bon pour la santé.
- Second débat entre Avram Sella, professeur à l'Université hébraïque de Jérusalem et Adnan al-Husayni, gouverneur palestinien de Jérusalem : Brüno tente de convaincre Adnan al-Husayni de la nécessité de rendre aux israéliens leurs pyramides. Lorsque le débat s'engage sur une voix plus conventionnelle, Brüno se met à chanter Colombe de paix. Durant la chorégraphie imposée par Brüno, les mains des deux contradicteurs se caressent.
- Dans ce qui est présenté comme étant le camp de réfugiés d'Ain al-Hilweh au Liban (ce qui est contesté par l'interviewé qui dit que la rencontre a eu lieu dans un hôtel situé dans un territoire sous contrôle israélien choisi par Sacha Baron Cohen), le personnage Brüno rencontre Ayman Abu Aita, commerçant et militant palestinien représentant des chrétiens de la branche politique du Fatah, faussement crédité en tant que chef des Brigades des martyrs d'Al-Aqsa dans le film. (d'où procès ultérieur contre le film) : Brüno lui demande d'organiser son enlèvement, pour devenir une « superstar ». Il veut que ce soit le meilleur groupe terroriste qui le kidnappe, car « Al-Qaida c'était à la mode en 2001 ». Quand Ayman Abu Aita lui répond « Je n'aime pas ça », Brüno profère des insultes puériles. En raison de cette séquence, Sacha Baron Cohen reçoit des menaces de mort des Brigades de martyrs d'al-Aqsa ; tandis que la séquence a des répercussions politiques sur la réputation politique et personnelle d'Ayman Abu Aita. Il poursuit en justice Sacha Baron Cohen, David Letterman et d'autres parties pour diffamation et calomnie, réclamant 110 millions de dollars de dommages et intérêts[5],[6].

### Retour à Los Angeles
- Trois parents participants à un casting pour placer leur bébé dans un shooting photo : Ils consentent à toutes les exigences de Brüno, pour que leur enfant ait le rôle.
- Le public, apparemment composé uniquement d'afro-américains, assistant au faux talk-show présenté par Richard Bey : Au départ, le public applaudit Brüno, présenté comme un père célibataire, aimant le peuple américain, et « l'afro-américain tout particulièrement ». Puis les spectateurs se montrent de plus en plus hostiles, allant jusqu'à quitter le studio, au fur et à mesure qu'ils s'aperçoivent que Brüno est homosexuel, que son fils est noir, qu'il l'a acheté en Afrique, qu'il l'a appelé O.J. qu'il a des préjugés racistes envers les noirs, et qu'il montre des photos dans lesquelles O.J. se trouve placé dans des situations très dangereuses.
- Le personnel d'un hôtel. Un agent de maintenance appelé dans la chambre de Brüno, le trouve enchainé à Lutz par divers accessoires de contrainte. Lutz est bâillonné par un harnais destiné à porter un godemichet, mais remplacé par une brosse de toilettes. La télécommande du téléviseur se trouve entre les fesses de Brüno. Le personnel de l'hôtel, appelé en renfort, refuse d'aider Brüno à se libérer.
- Des participants à une manifestation de la Westboro Baptist Church : Toujours enchaîné à Lutz, Brüno demande aux manifestants de les aider à se détacher.
- Le pasteur Jody Trautwein, thérapeute de conversion. Brüno le consulte pour devenir hétérosexuel. Il déconseille à Brüno l'introduction de flûtes dans son rectum car « ça lui rappellerait trop son mode de vie passé ». Il conseille à Brüno la pratique de la musculation « rien de tel (...) que de se bâtir un corps musclé entouré d'autres hommes qui ... qui ne sont pas gays ».
- Danny Shirley, maître d'arts martiaux. Brüno lui demande de lui montrer commet se défendre contre les avances des gays. Ensuite il lui demande de lui montrer comment on se défend contre l'attaque d'un homosexuel armé d'un godemichet, d'un godemichet noir, de deux godemichets et enfin d'un gode-ceinture.
- Les instructeurs de la garde nationale de l'Alabama. À Fort McClellan, en tant qu'aspirant de la garde nationale, Brüno se montre indiscipliné, notamment en relookant son uniforme.
- Mike, Donny et Robert, chasseurs du comté de Cullman. Brüno participe à une chasse, discute avec les chasseurs autour d'un feu de camp, et dort sous la tente. Mike interrompt brutalement le tournage à trois heures du matin, après que Baron Cohen, nu, a tenté de pénétrer dans sa tente.
- Le docteur Paul Cameron, le thérapeute de conversion qui déclare que les femmes semblent ennuyeuses et irritantes « mais qu'elles sont bonnes pour nous ». Il conseille à Brüno de « s'entourer de femmes qu'il trouve tolérables » ... « et de leur laisser une chance de le séduire ».
- Jack et les autres participants à la soirée échangiste. Brüno demande à Jack de lui expliquer, en mimant avec lui, les différentes positions sexuelles pratiquées par les couples hétérosexuels : la cavalière inversée, la cavalière, le double Y, le 69 et la levrette.
- Le public, apparemment composé uniquement de blancs, invité au tournage de Baston de mec d'Hétéro Dave maxi défoncé. Le public porte des T-shirts portant le logo de l’émission, ou sur lesquels on peut lire « Straignt Dave's United Straights of America » ou « My asshole's just for shitting ». Au centre du studio se trouve un ring-cage octogonal, dont la cage a été rehaussée par du fil de fer barbelé. Hétéro Dave entre au son de Back in Black tape dans les mains des spectateurs et arrache les vêtements de deux hôtesses. Il fait scander par le public plusieurs slogans dont « mon trou du cul ne me sert qu'à chier ». Lutz arrive, le traite de pédale. Un simulacre de combat s'engage, puis Hétéro Dave et Lutz s'embrassent et entament des préliminaires. Le public réagit en envoyant divers projectiles sur la cage, gobelets de bière, T-shirts et chaises[7].
- Ronald Beams, pasteur. Il officie lors du mariage de Brüno et de Lutz. O.J. est le garçon d'honneur. Ronald Beams demande à voir la mariée puis refuse de marier un couple de même sexe. Brüno lui dit que Lutz a accouché de leur fils. Le pasteur leur demande la date de l'accouchement puis quitte la salle.

Sources et légendes : version française (VF) sur Allodoublage, version québécoise (VQ) sur Doublage Québec.

## Listes de célébrités énumérées dans le film
- Célébrités énumérées comme refusant de participer au tournage du pilote de Liste A stars maxi défoncées (après la séquence avec Paula Abdul): Puffy Father (Puff Daddy), Reese ...? (Reese Witherspoon), Stevie Wunderbar (Stevie Wonder), Wilhelm Schmidt (Will Smith), Bradolf P'hitler (Brad Pitt) et der Führer (Mel Gibson). Leurs photographies sont épinglées sur un panneau d'affichage mural.
- Célébrités énumérées pour leur engagement caritatif (après la séquence avec les consultantes) : « Clooney lui il a le Darfour, Sting il a l'Amazonie und Bono lui il a le sida ». Leurs photographies apparaissent à l'image quand Brüno cite leurs noms.
- Vedettes de cinéma énumérées comme ayant réussi par ce qu'elles sont hétérosexuelles (après la séquence de la rupture avec Lutz): Tom Cruise, John Travolta et Kevin Spacey. Leurs images apparaissent sur des téléviseurs dans la vitrine d'un magasin.
- Liste de popstar dont le pasteur Jody Trautwein déconseille l'écoute : Sinéad O'Connor, les Indigo Girls et les Village People.
- Personnalités mentionnées dans la chanson Dove of Peace : « I am the austrian Jesus » (chanté par Brüno), « He is the white Obama » (chanté par Snoop Dog).

## Bande Son
- Scooter : Nessaja
- Crazy Frog : Popcorn
- 3 Steps Ahead : Thunderdome Til We Die et Stravinsky's Bass[8]
- Showtek : Raver
- Alex M. & Marc Van Damme : Hava Naguila (Club Mix)
- Erran Baron Cohen (en), Sacha Baron Cohen : Dove of Peace (Middle East Version)
- D.Note : For Sho
- Sacha Baron Cohen, Gustaf Hammarsten : Schlaf Kinder Schlaf
- Christian Ebner : Sexin'me
- k.i.n.d. : Yo mo.fo
- Soft Cell : Tainted Love
- Village People : In the Navy
- Peter Scaturro : Divide & Conquer
- AC/DC : Back in Black
- Céline Dion : My Heart Will Go On
- Erran Baron Cohen, Sacha Baron Cohen, Bono, Snoop Dogg, Elton John, Chris Martin, Slash, Sting : Dove of Peace

## Scènes coupées
La bande annonce du film montre une scène dans laquelle Brüno se rend dans un magasin de vêtements et dit au vendeur « C'est difficile à croire... mais je suis gay. » qui lui répond « D'accord » tout en adoptant une posture malaisée. Cette scène n'apparait pourtant pas dans la version américaine du film ni dans les versions française, scandinave, brésilienne et hong-kongaise.

### Mort de Michael Jackson
À la suite du décès de Michael Jackson survenu le 25 juin 2009, une scène du film est enlevée à la hâte le jour même de sa diffusion à Hollywood, pour la première. La scène mettait en avant Brüno qui donnait une interview à La Toya Jackson. Il lui demandait de prendre place sur un ouvrier latino voûté faisant guise de chaise et de manger des sushis sur le ventre d'un homme nu. Brüno lui volait alors subitement son téléphone portable afin de chaparder le numéro de son frère Michael. La scène a été par la suite définitivement effacée du film et remplacée par une scène similaire qui mettait en avant cette fois Paula Abdul.

## Anecdote de tournage

### Sécurité
Sacha Baron Cohen dit avoir subi des vexations de la part des policiers italiens durant sa garde à vue à Milan.
Lors du tournage aux États-Unis, une éventuelle arrestation de Sacha Baron Cohen, suivie d'une interdiction de séjour, aurait signifié la fin du film. Alors sur chaque lieu de tournage, la production engageait des policiers locaux pour qu'ils l'avertisse en cas d'arrivée de leurs collègues. L'équipe de tournage quittait alors les lieux avant l'arrivée de la patrouille.
Le seul moment du tournage où Sacha Baron Cohen a été réellement en danger, c'est en Israël à Meah Shearim dans la scène où il s'enfuit, poursuivi par des Haredim.